# Thliptoceras fulvimargo
Thliptoceras fulvimargo là một loài bướm đêm trong họ Crambidae.